# Johan Christian Gebauer
Johan Christian Gebauer (6. august 1808 i København – 24. januar 1884 på Frederiksberg) var en dansk komponist, organist og musikteoretiker. Søn af maleren Christian David Gebauer.

## Liv
Johan Christian Gebauer blev født i København, men voksede op hos farmoderen i brødremenigheden i Christiansfeld. På grund af sine musikalske anlæg var han fra ungdommen bestemt til at blive musiker, men sin egentlige musikalske uddannelse modtog han først fra 1826 hos Kuhlau. Senere blev Weyse hans musikalske mentor. 
Efter at have fuldendt sine studier begyndte han selv at undervise i musik. I maj 1844 giftede han sig og blev i 1846 organist først ved Sankt Petri Kirke i København og siden fra 1859 til sin død ved Helligåndskirken. Som lærer var han i en række år meget søgt og længe den mest ansete lærer i teori. Ved Musikkonservatoriets oprettelse i 1866 var han derfor selvskreven til at overtage posten som lærer i harmoni, indtil han trak sig tilbage i 1883 på grund af alder.
Staten hædrede ham i 1876 med professortitlen, ligesom også J.P.E. Hartmann fremhævede hans betydningsfulde virksomhed som lærer i en nekrolog.

## Værker
Som ung komponerede Gebauer en del romancer og sange. Han udgav i 1842 Sangfuglen, et hæfte med kompositioner af yngre danske komponister. Det var dog først i 1844, at han blev kendt i brede kredse som komponist. Da udkom 1. hæfte af hans Børnesange, der straks vandt almindelig udbredelse og senere efterfulgtes af en række lignende hæfter. Han skrev bl.a. musikken til Hist, hvor vejen slår en bugt, En lille nisse rejste, Ride, ride ranke og andre sange, som stadig synges.
Hans melodi til H.C. Andersens Barn Jesus i en krybbe lå var oprindeligt den mest udbredte men den er efterhånden fortrængt af Niels W. Gades version. I Den Danske Salmebog 2003 bruges der en enkelt melodi af Gebauer til to salmer, nr. 255 Drag, Jesus, mig og nr. 618 Op! våg og bed. 
Han skrev desuden salmer, som er mindre kendte i dag. I striden mellem to fløje i salmesangen, hørte han til strammerne, som ønskede de livlige, viseagtige melodier ud til fordel for mere enkle og højtidelige. Desuden udgav han forskellige pædagogiske og teoretiske værker af egen tilvirkning eller oversat fra tysk.